# Rhaphidophora beccarii
Rhaphidophora beccarii — вид квіткових рослин із родини Araceae, роду Rhaphidophora. Це ліана, рідним ареалом якої є Андаманські острови, Таїланд, Малайзія, Індонезія.